# راخو کوتاک
راخو کوتاک (به اسپانیایی: Raju Cutac) یک کوه در پرو است که در Peru, Ancash Region واقع شده‌است. راخو کوتاک ۵٬۳۵۵ متر بالاتر از سطح دریا واقع شده‌است.